# Deček s košaro sadja
Deček s košaro sadja, iz ok.1593, je slika, ki jo običajno pripisujejo italijanskemu baročnemu mojstru Michelangelu Merisi da Caravaggiu, trenutno v galeriji Borghese v Rimu.

## Zgodovina
Slika izhaja iz časa, ko se je Caravaggio, ki je na novo prispel v Rim iz rodnega Milana, prebil v konkurenčni rimski umetniški svet. Model je bil njegov prijatelj in spremljevalec, sicilijanski slikar Mario Minniti, star približno 16 let. Delo je bilo v zbirki Giuseppeja Cesarija, Cavaliere d'Arpino, ki jo je leta 1607 zasegel kardinal Scipione Borghese in zato lahko sega v obdobje, ko je Caravaggio v svoji delavnici delal slike cvetja in sadja za d'Arpina; lahko pa izvira iz nekoliko poznejšega obdobja, ko sta Caravaggio in Minniti zapustila delavnico Cavalierja d'Arpina (januar 1594), da bi po lastni poti prodajala preko trgovca Costantina. Vsekakor ne more biti pred letom 1593, ko je Minniti prispel v Rim. Domneva se, da je izvirala iz bolj zapletenih del iz istega obdobja (med katerimi je bil tudi Minniti kot model), kot sta Vedeževalka (Caravaggio) in Kvartopirci (Caravaggio) (oba 1594), poznejše pa so Caravaggia opozorile na prvega pomembnega pokrovitelja, kardinala Francesca Maria Del Monteja. Vittorio Sgarbi na sliki opaža nekatere Murillesque portretne lastnosti, ki bi zlahka opozorile na druge slikarje v delavnici.

## Opis
Na eni ravni je slika žanrski del, namenjen dokazovanju umetnikove sposobnosti, da upodobi vse, od kože dečka do kože breskve, od gub oblekee do vezave košare. Sadje je še posebej izvrstno in profesor Jules Janick z oddelka za vrtnarstvo in krajinsko arhitekturo na univerzi Purdue v Indiani jih je analiziral z vidika vrtnarja:
Košara ... vsebuje veliko sadja, skoraj v popolnem stanju, vključno z dvobarvno breskvijo s svetlo rdečim rdečilom; štirje grozd grozdja - dva črna, en rdeč in en bel; zrelo granatno jabolko se je razdelilo in razgrnilo rdeča semena; štiri fige, dve mrtvo zreli, črni, obe cepljeni in dve svetlo obarvani; dve nešplji; tri jabolka - dve rdeči, eno pordelo in drugo črtasto in eno rumeno z rumenorjavo vdolbino in brazgotino; dve veji z majhnimi hruškami, ena s petimi rumenimi s svetlo rdečim licem in druga, napol skrita, z majhnimi rumenimi, pordelimi plodovi. Obstajajo tudi listi, ki kažejo različne motnje: vidni virescentni listi grozdja z glivičnimi lisami in drugi z jajčno maso bele žuželke, ki spominja na Choristoneura rosaceana in breskovi listi z različnimi lisami.
Analiza kaže, da je Caravaggio realen. Z zajemom le tistega, kar je bilo v košari s sadjem, ne idealizira niti njihove zrelosti niti njihove ureditve - a skorajda čudežno smo še vedno pritegnjeni v pogled, saj je za gledalca to zelo lepa in izvrstna tema.

## Ikonografija in ikonologija
Moir  potrjuje, da je slika kontrast med svetlobo in senco: okno, nameščeno na vrhu na levi, prepušča svetlobnemu žarku, da prodre v sobo, ki osvetljuje, drsi po steni; fant, razkošna košara s sadjem, srajčni rokav, čutno odkrita rama in bled obraz, medtem ko je v senci, temen znak dajejo lasje in štrleči del stene s senco košare. »Rezultat je poudarek na otipljivosti predmetov v nežno zastrtem prostoru, kar potrjuje vizualno iluzijo in hkrati pristnost prizora, ki ni več kreacija slikarjeve domišljije, temveč transkripcija njegove izkušnje.«. Gre torej za prikaz taktilne izkušnje »naravnih stvari«.
Tihožitje v Rimu je cepljeno na severnoevropske in langobardske izkušnje; prva slika je slika galerije Borghese, ki jo pripisujejo tako imenovanemu mojstru iz Hartforda, zelenjava, sadje in cvetje, bolj ali manj po letu 1593, prihaja pa tudi zaradi zasega slik Cavalierju d'Arpinu, ki se je prav tako hotel približati Caravaggiu, kot je bilo mogoče ugotoviti diagnostično z radiografskim slikanjem.
Ko je bil v Lombardiji v milanski delavnici Peterzano, je Caravaggio zagotovo imel priložnost videti in preučiti dela bratov Campi iz Cremone, ki na več slikah kažejo prisotnost obilice narave na trgu sadja in zelenjave; na primer v Fruttivendoli Vincenza Campija iz leta 1580, zdaj v Pinakoteka Brera v Milanu.
Zdi se, da Caravaggiu tudi erotična alegorija ni tuja: mladenič ima otrpel in ženstven izraz, usta so napol odprta, ustnice rdeče, obraz je upognjen v levo, lica so zardela, rama je gola in izpostavljena. Homoerotična interpretacija vodi v trditev, da fant ne ponuja sadja, temveč sebe ; številčnost in dobrota sadja se ujemata z erotično dobroto, ki jo je izrazil mladenič. In v tem smislu bi bila košarica, tesno pritrjena na dojke, lahko simbolni pokazatelj poželenja . Toda tudi tu je znak časa, minljivosti isti sedanjost: sadeži, ki jih predlagamo kot darila (in v tem smislu tudi mladeniča samega), so prehodni, namenjeni koncu, kot porumeneli list, ki se upogne zunaj košare.